# Коллинз, Лили
Ли́ли Дже́йн Ко́ллинз (англ. Lily Jane Collins; род. 18 марта 1989) — англо-американская актриса, модель и писательница. Дочь музыканта Фила Коллинза и Джилл Тэвелман.

## Биография
Лили Коллинз родилась в Гилфорде, Суррей. После развода родителей в 1996 году, когда ей было семь лет, Коллинз переехала в Лос-Анджелес вместе с матерью. Она окончила Harvard-Westlake School и училась в Университете Южной Калифорнии по специальности «радиовещательная журналистика». В 2007 году Лили была представлена на Балу дебютанток в Париже
.
У актрисы еврейские, английские и немецкие корни.
Сниматься Лили начала в возрасте двух лет в одной из программ телеканала «BBC». Будучи подростком, она вела колонку для британского журнала Elle Girl, а также писала для журналов «Seventeen», «Teen Vogue» и «Los Angeles Times».
В 2008—2009 годах Лили снялась в двух эпизодах телесериала «90210: Новое поколение», где сыграла школьницу Фиби Абрамс. В 2009 году журнал Максим включил её в двадцатку «Самых горячих дочерей рок-звёзд».

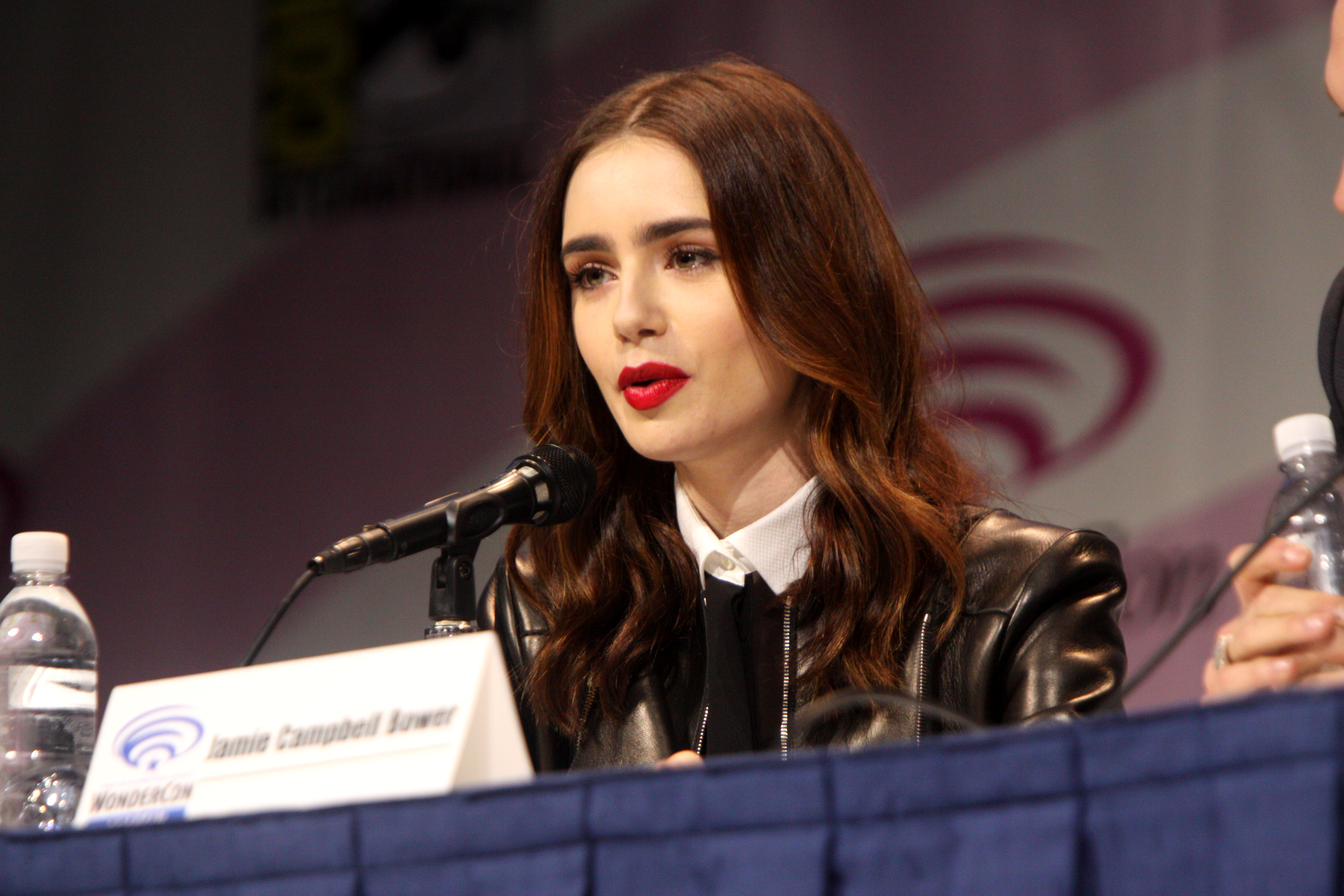
Коллинз на WonderCon 2013

В 2009 году Лили сыграла дочь Ли Энн Туи в фильме «Невидимая сторона». В 2011 году её можно было увидеть в мистическом триллере «Пастырь», где она сыграла роль Люси — племянницы мятежного воина и служителя церкви. Летом 2010 года она участвовала в съемках новой картины Джона Синглтона «Погоня», где главную роль исполнил Тейлор Лотнер. В 2012 году сыграла главную роль в фильме «Белоснежка: Месть гномов». В 2012 году Лили была выбрана на главную роль в фильме «Орудия смерти: Город костей», который вышел 23 августа 2013 года.
В 2014 году состоялась мировая премьера мелодрамы «С любовью, Рози», в которой партнёром Лили стал Сэм Клафлин. Лента является экранизацией романа Сесилии Ахерн. А в 2016-м в широкий прокат вышел фильм «Вне правил», за игру в котором Коллинз была номинирована на «Золотой глобус». В 2016—2017 годах актрису можно было увидеть в основном актёрском составе сериала «Последний магнат». Параллельно, в 2017 году актриса исполнила второстепенную роль в приключенческой драме «Окча».
В мини-сериале «Отверженные», основанном на одноимённом романе Виктора Гюго, Коллинз досталась роль Фантины. Сериал транслировался на телеканале BBC One с декабря 2018 по февраль 2019 года. В биографической драме «Красивый, плохой, злой» (2019) актриса сыграла главную женскую роль девушки главного героя, серийного убийцы Теда Банди в исполнении Зака Эфрона. В том же году Лили можно было увидеть в фильме «Толкин», рассказывающем о жизни знаменитого писателя (в исп. Николаса Холта). Коллинз сыграла в ленте его жену.
Премьера следующего проекта актрисы состоялась в рамках кинофестиваля Трайбека 2020 года. В России триллер «Тёмное наследие» доступен на цифровых платформах. Лента повествует о девушке, которой отец оставляет неожиданное наследство в виде мужчины (Саймон Пегг), запертого в подвале.
С 2020 года исполняет главную роль в сериале «Эмили в Париже» (в 2024 году продлён на 5-й сезон)

## Личная жизнь
С 2012 года встречалась с партнёром по фильму «Орудия смерти: Город костей» Джейми Кэмпбеллом Бауэром, но в августе 2013 пара распалась.   
Коллинз является автором книги «Unfiltered: No Shame, No Regrets, Just Me», которая была выпущена в 2017 году.
В сентябре 2020 года Коллинз объявила о своей помолвке с американским кинорежиссёром и писателем, Чарли Макдауэллом. 4 сентября 2021 года состоялась их свадьба.
1 февраля 2025 на своей странице в instagram объявила о рождении дочери Туве — девочку выносила суррогатная мать.

## Фильмография
| Год       |     | Русское название            | Оригинальное название                      | Роль             |
| --------- | --- | --------------------------- | ------------------------------------------ | ---------------- |
| 1991      | с   | Нарастающая боль            | Growing Pains                              |                  |
| 1999      | мф  | Тарзан                      | Tarzan                                     | детёныш обезьяны |
| 2008      | с   | 90210: Новое поколение      | 90210                                      | Фиби Абрамс      |
| 2009      | ф   | Невидимая сторона           | The Blind Side                             | Коллинз Туи      |
| 2011      | ф   | Пастырь                     | Priest                                     | Люси Пэйс        |
| 2011      | ф   | Погоня                      | Abduction                                  | Карен Лоуэлл     |
| 2012      | ф   | Белоснежка: Месть гномов    | Mirror Mirror                              | Белоснежка       |
| 2012      | ф   | Застрял в любви             | Stuck In love                              | Саманта Бордженс |
| 2013      | ф   | Орудия смерти: Город костей | The Mortal Instruments: City of Bones      | Клэри Фрэй       |
| 2013      | ф   | Учитель английского         | The English Teacher                        | Холли Андерсон   |
| 2014      | ф   | С любовью, Рози             | Love, Rosie                                | Рози Данн        |
| 2016      | ф   | Вне правил                  | Rules Don't Apply                          | Марла Мабри      |
| 2016—2017 | с   | Последний магнат            | The Last Tycoon                            | Сесилия Брэйди   |
| 2017      | ф   | Окча                        | Okja                                       | Рэд              |
| 2017      | кор |                             | The Dig                                    | Зои              |
| 2017      | ф   | До костей                   | To The Bone                                | Эллен            |
| 2018      | с   | Отверженные                 | Les Misérables                             | Фантина          |
| 2018      | мф  | Осторожно: Грамп!           | A Wizard's Tale                            | принцесса Лучик  |
| 2019      | ф   | Красивый, плохой, злой      | Extremely Wicked, Shockingly Evil and Vile | Лиз Кендалл      |
| 2019      | ф   | Толкин                      | Tolkien                                    | Эдит Толкин      |
| 2020      | ф   | Тёмное наследие             | Inheritance                                | Лорен Монро      |
| 2020      | с   | Эмили в Париже              | Emily in Paris                             | Эмили Купер      |
| 2020      | ф   | Манк                        | Mank                                       | Рита Александер  |
| 2021      | с   | Тревожный звонок            | Calls                                      | Камилла          |
| 2021      | с   | Умерь свой энтузиазм        | Curb Your Enthusiasm                       | камео            |
| 2022      | ф   | Внезапная удача             | Windfall                                   | жена             |
| 2024      | ф   | Максин XXX                  | MaXXXine                                   | Молли Беннетт    |
|           | ф   | Звёздное сияние             | Halo of Stars                              | Мисти Давн       |
|           | ф   |                             | The Accomplice                             |                  |
|           | ф   |                             | Titan                                      | Эмма             |

### Музыкальные видео
| Год  | Название          | Роль          | Артист                 |
| ---- | ----------------- | ------------- | ---------------------- |
| 2013 | «Claudia Lewis»   | инопланетянка | М83                    |
| 2013 | «City of Angels»  | камео         | Thirty Seconds to Mars |
| 2019 | «Save Me Tonight» | новая девушка | Arty                   |

## Награды и номинации
| Год  | Номинируемая работа         | Категория                                                   | Результат |
| ---- | --------------------------- | ----------------------------------------------------------- | --------- |
| 2008 | Herself                     | Young Hollywood Award — «One to Watch»                      | Победа    |
| 2012 | Белоснежка: Месть гномов    | Teen Choice Awards — «Choice Movie Actress: Sci-Fi/Fantasy» | Номинация |
| 2014 | Орудия смерти: Город костей | MTV Movie Awards — «Summer’s Biggest Teen Bad A**»          | Номинация |
| 2017 | Вне правил                  | «Золотой глобус» — лучшая женская роль — комедия или мюзикл | Номинация |
| 2021 | Эмили в Париже              | Лучшая женская роль в телесериале — комедия или мюзикл      | Номинация |